# Romanização do hebraico

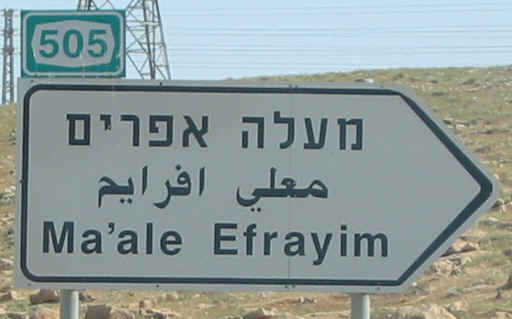
Exemplo de transliteração.

A romanização do hebraico é o processo de transliteração do alfabeto hebraico para o alfabeto latino.
O caso do hebraico talvez seja o mais simples entre as línguas que precisam de transliteração, já que não há muitas versões a seguir: o hebraico padrão adotado em Israel (o único país onde esse alfabeto é usado oficialmente) segue majoritariamente a transliteração para o alfabeto latino, em particular para a língua inglesa — por razões históricas e políticas, o inglês (língua oficial durante o período do Mandato Britânico da Palestina) mantém um papel comparável ao de uma língua oficial, com muitos israelenses ainda se comunicando razoavelmente bem em inglês, além de programas de televisão transmitidos em inglês em Israel e a obrigatoriedade do ensino do inglês nas primeiras séries do ensino básico deste país.
Há exceções, porém, para judeus retornados de origem centro-européia (principalmente alemã ou russa, os chamados asquenazes). Assim, os sobrenomes "Rabinowitsch" e "Rabinovitch" são facilmente identificados como imigrantes de nome asquenaze via alemão e francês (em polonês seria "Rabinowicz") e provavelmente serão escritos, em inglês e espanhol, como "Rabinovich".
No entanto, para judeus russos de imigração recente (cerca de 16% da população de Israel), deve-se usar a mesma regra de transliteração do alfabeto russo. Há também muitos sobrenomes notórios e comuns na Europa Oriental como Stern, Sternberg, Bronstein, Freud, Egert e Stein que foram adotados por famílias judias ao longo dos séculos sem necessidade de qualquer transliteração. 
Obviamente, só existe a necessidade de transliterar quando o original está grafado em alfabeto hebraico (quase sempre, pessoas que vivem em Israel). No caso de judeus europeus e nos Estados Unidos, mantém-se a grafia latinizada como está.
O caminho inverso, a transliteração do alfabeto latino para o alfabeto hebraico, chama-se hebraização.